# Telipna kamitugensis
Telipna kamitugensis är en fjärilsart som beskrevs av Abel Dufrane 1945. Telipna kamitugensis ingår i släktet Telipna och familjen juvelvingar. Inga underarter finns listade i Catalogue of Life.